# Фукудомэ, Косукэ
Косукэ Фукудомэ (яп. 福留 孝介 Фукудомэ Косукэ, ; родился 26 апреля 1977 года в Осаки) — японский бывший профессиональный бейсболист, (аутфилдер). В составе сборной Японии дважды становился победителем Мировой бейсбольной классики, двукратный призёр летних Олимпийских игр.

## Спортивная карьера

### Ранняя карьера
В 1996 году Фукудомэ принял участие в летних Олимпийских играх в Атланте, став самым молодым игроком в составе сборной. На турнире Косукэ играл на 3-й базе. Сборная Японии смогла дойти до финала, но в решающем матче японцы уступили сборной Кубе 9:13. 
В 1998 году Фукудомэ был задрафтован в первом раунде командой «Тюнити Дрэгонс», как шорт-стоп. В первом же сезоне в японской лиге Косукэ принял участие в 132 играх. В следующем сезоне тренер перевёл Косукэ на 3-ю базу, а спустя ещё год Фукудомэ стал правым аутфилдером.
На летних Олимпийских играх 2004 года Фукудомэ, игравший на позиции аутфилдера, вновь стал призёром игр. В полуфинале соревнований японцы в упорном поединке уступили сборной Австралии 0:1, но в матче за 3-е место уверенно обыграли сборную Канады 11:2 и стали обладателями бронзовых медалей.
В 2006 году Фукудомэ провёл свой самый успешный сезон. Средний процент отбиваний составил .351, а также совершил 31 хоум-ран и 104 RBI. По окончании сезона Фукудомэ получил титул MVP японской лиги 2006 года.

### Карьера в MLB
12 декабря 2007 года Фукудомэ подписал 4-летний контракт на сумму $48 млн. с клубом Национальной лиги «Чикаго Кабс». 31 марта 2008 года в матче против «Милуоки Брюэрс» состоялся дебют японского аутфилдера в MLB. Уже в июле 2008 года Косукэ Фукудомэ был приглашён для участия в Матче всех звёзд в составе сборной Национальной лиги, причём японец начинал встречу в первом составе. Первый сезон в MLB сложился для Фукудомэ неоднозначно. Косукэ принял участие в 150 матчах. В апреле и мае его процент отбивания составлял .327 и .293, однако в каждом следующем месяце показатели ухудшались и к концу сезона стали близки к отметке в .100. По итогам сезона был включён в короткий список для голосования на звание лучшего новичка Национальной лиги, но в нём японский бейсболист занял последнее 6-е место.
В 2009 году в «Чикаго Кабс» подписал контракт с Милтоном Брэдли и Фукудомэ был переведён с позиции правого полевого в центр. Спустя год Косукэ вернулся на привычную позицию правого аутфилдера, но показатели Фукудомэ всё равно были не самыми лучшими и 28 июля 2011 года 32-летний японец был обменян в «Кливленд Индианс» на двух молодых игроков и небольшую доплату, однако уже 30 октября Фукудомэ получил статус свободного агента.
14 февраля 2012 года Косукэ подписал 1-летний контракт на $1 млн. с «Чикаго Уайт Сокс». В составе Уайт Сокс Фукудомэ провёл всего 24 встречи, за которые японец не смог показать сколь значимых результатов и сначала в середине июня был отправлен в команду Низшей лиги (AAA) «Шарлотт Найтс», за которую Косукэ успел сыграть всего пару матчей, а уже 26 июня он был окончательно отпущен из клуба. Однако без клуба Косукэ оставался недолго. 13 июля японский аутфилдер подписал контракт с «Нью-Йорк Янкис». Тем не менее за основную команду Фукудомэ так ни разу и не сыграл, проведя несколько месяцев в составе клуба «Скрентон» в лиге AAA и 3 сентября Косукэ был отпущен из клуба.

#### Статистика в MLB
По данным сайта baseball-reference.com
| Год  | Команда          | Лига  | G   | AB   | H   | R   | BA   | 2B  | 3В | HR | SLG  | RBI | SB | SO  |
| ---- | ---------------- | ----- | --- | ---- | --- | --- | ---- | --- | -- | -- | ---- | --- | -- | --- |
| 2008 | Чикаго Кабс      | НЛ    | 150 | 501  | 129 | 79  | .257 | 25  | 3  | 10 | .379 | 58  | 12 | 104 |
| 2009 | Чикаго Кабс      | НЛ    | 146 | 499  | 129 | 79  | .259 | 38  | 5  | 11 | .421 | 54  | 6  | 112 |
| 2010 | Чикаго Кабс      | НЛ    | 130 | 358  | 94  | 45  | .263 | 20  | 2  | 13 | .439 | 44  | 7  | 67  |
| 2011 | Чикаго Кабс      | НЛ    | 87  | 293  | 80  | 33  | .273 | 15  | 2  | 3  | .369 | 13  | 2  | 57  |
| 2011 | Кливленд Индианс | АЛ    | 59  | 237  | 59  | 26  | .249 | 12  | 1  | 5  | .371 | 22  | 2  | 53  |
| 2011 | Всего            | НЛ/АЛ | 146 | 530  | 139 | 59  | .262 | 27  | 3  | 8  | .370 | 35  | 4  | 110 |
| 2012 | Чикаго Уайт Сокс | АЛ    | 24  | 41   | 7   | 2   | .171 | 1   | 0  | 0  | .195 | 4   | 0  | 9   |
|      | Всего:           | MLB   | 596 | 1929 | 498 | 264 | .258 | 111 | 13 | 42 | .395 | 195 | 29 | 402 |

- G — games — игр
- AB — at bat — выходов на биту
- H — hits — хитов
- R — runs — ранов
- BA — batting average — процент отбивания
- 2B — doubles — даблов
- 3В — tripples — триплов
- HR — home run — хоум-ранов
- SLG — slugging percentage — результативность отбивания
- RBI — runs batted in — ранов на отбивании
- SB — stolen bases — украдено баз
- SO — strikeouts — страйк-аутов

### Возвращение в Японию
В начале 2013 года Косукэ принял решение вернуться на родину в клуб Ханьсин Тайгерс, где он будет выступать под 8-м номером.